# R. U. R.
Cet article concerne la pièce de théâtre originale. Pour le film, voir R. U. R. (film).
Pour les articles homonymes, voir RUR.
R. U. R. (Rossum's Universal Robots, sous-titre en anglais du livre tchèque Rossumovi univerzální roboti) est une pièce de théâtre de science-fiction, écrite en 1920 par l'auteur tchécoslovaque Karel Čapek.

## Présentation
Écrite en 1920, R. U. R. est créée au Théâtre national à Prague le 25 janvier 1921 et jouée à New York dès 1922. C'est dans cette pièce que Karel Čapek utilisa le mot robot pour la première fois, bien que ce soit son frère Josef qui l'ait inventé à partir du tchèque robota qui signifie « corvée » – rob veut dire « esclave » en slave ancien, aujourd'hui encore rabota (работа) veut dire « travail » en russe et robotnik signifie « ouvrier » en slovaque et en polonais. Robot supplanta immédiatement le terme automaton utilisé par l'auteur dans la courte pièce Opilec de 1917.
La première traduction française de cette pièce, établie par Hanuš Jelínek, était intitulée Rezon's Universal Robots. La pièce fut créée à la Comédie des Champs-Élysées le 26 mars 1924, direction Jacques Hébertot, avec MM. Antonin Artaud, Ben Danou, Jean Hort, Fabert et Héraut.

## Argument
La pièce se déroule dans l'avenir, dans l'usine de fabrication de robots R.U.R.. Les robots de la pièce sont proches de ce qu'on appelle aujourd'hui des androïdes ou des clones : ce sont des machines biologiques à l'apparence humaine, à l'origine dénuées de sensibilité et de sentiments, et fabriquées dans une usine située dans une île. Afin de les rendre moins fragiles et plus polyvalents, l'ingénieur de R.U.R. les dote d'une sensibilité limitée et d'une intelligence un peu plus développée. Au bout de dix ans, ils finissent par se révolter et anéantir l'humanité. À la fin de la pièce, après avoir perdu le secret de leur fabrication, deux d'entre eux découvrent l'amour et le dernier être humain leur remet la responsabilité du monde.

R. U. R. mise en scène par Fedor Komissarjevsky, Comédie des Champs-Élysées, 26 mars 1924.
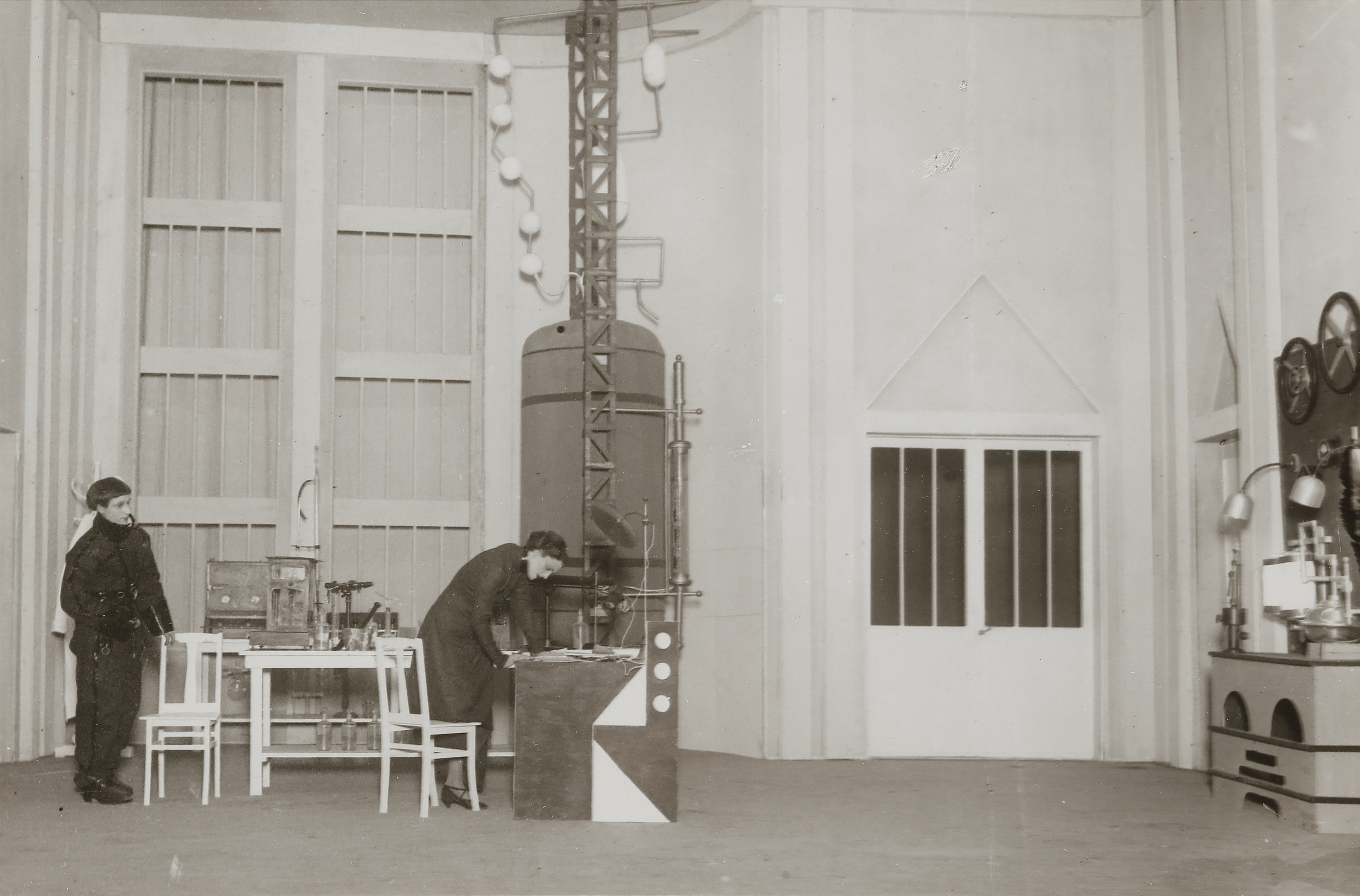
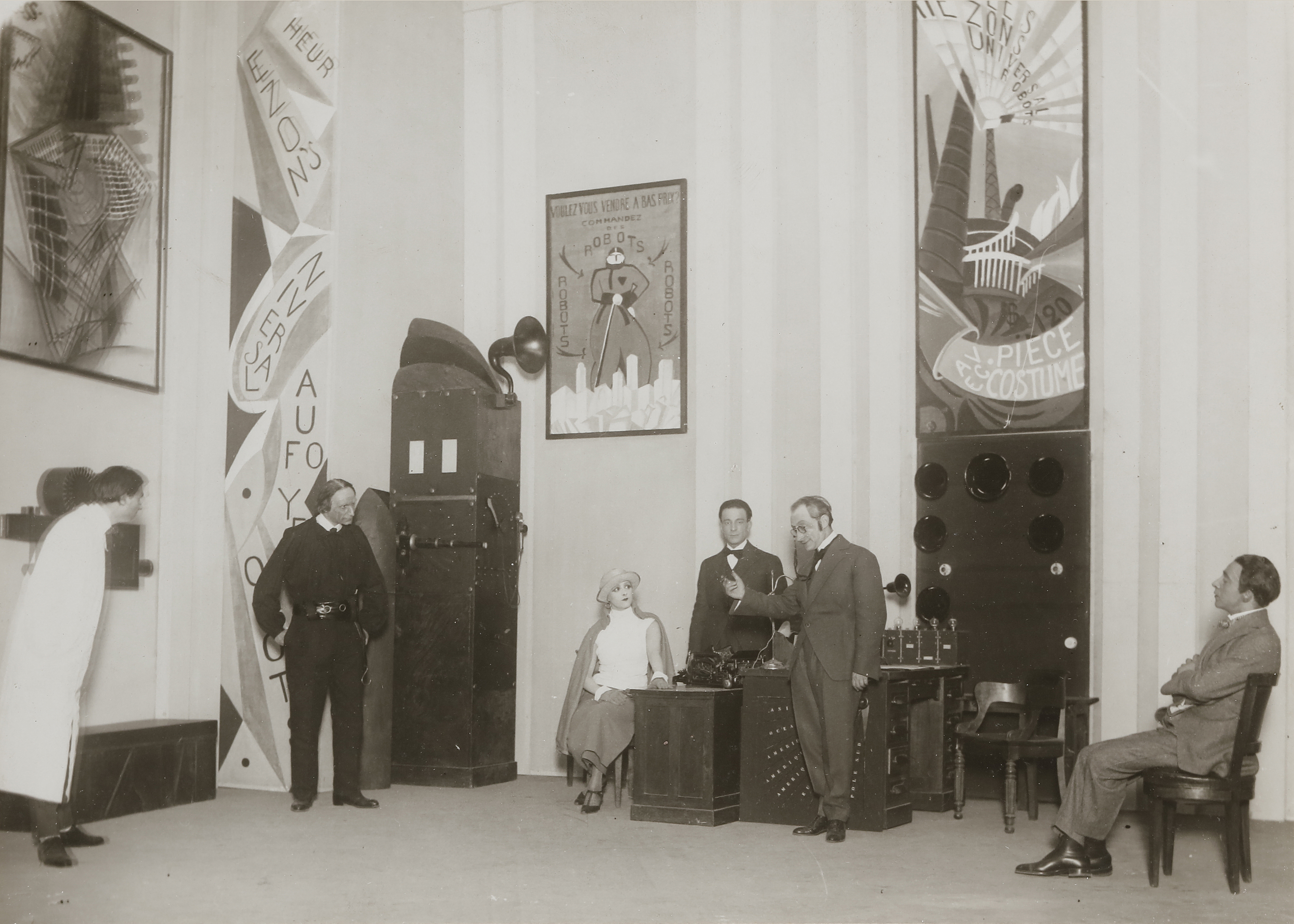

## Éditions
- Karel Čapek (trad. Hanuš Jelínek), « R.U.R. Rezon's Universal Robots », les Cahiers dramatiques, Éditions Jacques Hébertot, no 21,‎ 1er octobre 1924
- Karel Čapek (trad. Hanuš Jelínek), « R.U.R. », dans Quatre pas dans l'étrange, Hachette, coll. « Le Rayon fantastique » (no 79), 1961
- Karel Čapek (trad. du tchèque par Jan Rubeš), R.U.R. Reson's Universal Robots, La Tour-d'Aigues, Éditions de l'Aube, coll. « Regards croisés », 1997, 285 p. (ISBN 2-87678-374-6) — Réédité aux Éditions de la Différence, coll. « Minos », 2011, 221 p  (ISBN 978-2-7291-1922-5).

## Adaptations

### Cinéma
- Gibel sensatsii, par Aleksandr Andriyevsky, 1935
- R.U.R., téléfilm BBC, 1938. Sans doute le premier film de science fiction tourné pour la télévision.
- R.U.R., par Jan Bussell, téléfilm BBC, 1948
- R.U.R., par László Marton, téléfilm, 1976
- R.U.R.: Genesis, court-métrage de James Kerwin, 2013
- R.U.R., par John Paul Ritchey, mini-série télévisée, 2020
- R. U. R., par Alex Proyas (en production en 2024)

### Bande dessinée
- Katerina Cupová (scénario et dessins) et Karel Capek (d'après) (trad. Benoît Meunier), R.U.R. : Le Soulèvement des robots, Glénat, 4 mai 2022 (ISBN 9782344049921, présentation en ligne)